# Polní nemocnice

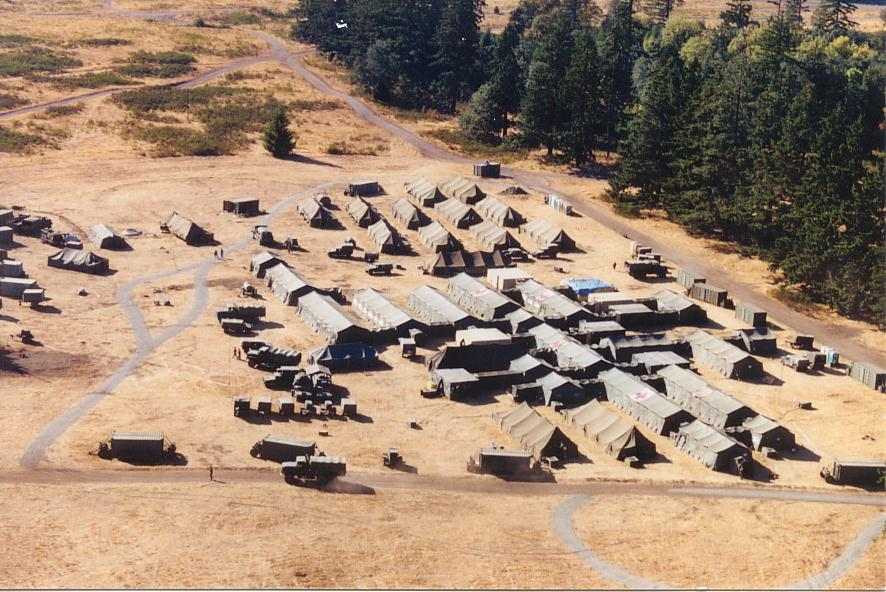
47. podpůrná polní nemocnice ve Fort Lewis, (Washington)

Polní nemocnice je velká mobilní zdravotnická jednotka, která se dočasně stará o zraněné, než mohou být bezpečně transportováni do trvalého nemocničního zařízení. Tato koncepce byla převzata z vojenství (např. MASH: mobilní armádní chirurgické nemocnice) a je nyní uplatňována i v případech katastrof nebo masivních nehod. V polní nemocnici je zdravotnický personál vybavený mobilní sadou pro zdravotnické zásahy a následnou péči. Jako přístřešky se často používají stany. Tak se může nemocnice snadno postavit v blízkosti zdroje obětí. V městském prostředí, bývá polní nemocnice často zakládána ve snadno dostupné a viditelné budově (např. restaurace, školy, atd.).